# Mario Party-e
Mario Party-e è un videogioco pubblicato il 18 febbraio 2003. È costituito da vari minigiochi che vengono sbloccati scansionando con il Nintendo e-Reader per il Game Boy Advance delle carte apposite.

## Modalità di gioco

### e-Reader
Il gioco è costituito da 64 carte che, tramite la scansione con il Nintendo e-reader, permettono di giocare a dei minigiochi simili a quelli presenti nella serie.

### Modalità senza e-Reader
le carte possono essere usate anche senza e-reader per fare un gioco di carte secondo queste modalità:
- 2 giocatori: si possono usare solo 58 carte
- 3 giocatori: si possono usare solo 61 carte
- 4 giocatori: si possono usare tutte le 64 carte

#### Il gioco
Ognuno ha 5 carte che ogni giocatore tiene nascosto agli altri giocatori.
Le carte vanno messe su un tappetino apposito già presente nella confezione.
si gioca andando in senso orario.
- il primo giocatore sceglie una carta dal mazzo.
- se estrae una carta moneta la mette tra le sue carte, se estrae una qualsiasi altra carta segue le istruzioni riportate e la mette nel mucchio delle carte scartate.
- il gioco continua fino a quando qualcuno pesca una carta superstar.

#### Scopo del Giocatore
vince il giocatore che pesca tutte e tre le carte superstar.

## Promozione
In un numero di GamePro è stata inserita una carta in più come promozione.